# Aitor López Rekarte
Aitor López Rekarte (ur. 18 sierpnia 1975 w Mondragón) – hiszpański piłkarz pozostający obecnie bez klubu i do lata 2008 grający w Union Deportiva Almería. Zwykle gra na pozycji prawego obrońcy i sporadycznie na innej stronie. 

## Kariera
Swoją karierę piłkarską rozpoczął w 1994 roku, kiedy to grał dla rezerwowego zespołu Realu Sociedad. Rozegrał w nim 102 mecze i strzelił dwie bramki. W 1997 López Rekarte "awansował" do pierwszej drużyny zespołu z San Sebastián. Grał w niej przez 10 lat, do 2007 roku. Rozegrał 315 spotkań i strzelił cztery bramki. Łącznie w drużynie Realu Sociedad Aitor López Rekate wystąpił 417 razy i strzelił dla tej drużyny sześć bramek. W 2007 roku hiszpan podpisał kontrakt z Union Deportiva Almería. We wrześniu 2004 roku wystąpił on w barwach piłkarskiej reprezentacji Hiszpanii przeciwko reprezentacji Szkocji (1-1).